# Lista de vereadores de Itaboraí
Esta é a lista de vereadores de Itaboraí, município brasileiro do estado do Rio de Janeiro.
A Câmara Municipal de Itaboraí, é formada por quinze representantes. No ano de 2020, reduziu para onze representantes.

## 19ª Legislatura (2021–2024)
Estes são os vereadores eleitos nas eleições de 15 de novembro de 2020, pelo período de 1° de janeiro de 2021 a 31 de dezembro de 2024:
| Mesa Diretora (2021-2022)         |                       |                        |                              |
| Nome                              | Início do mandato     | Fim do mandato         | Cargo                        |
| Elber Corrêa da Silva (Rep.)      | 1º de janeiro de 2021 | 31 de dezembro de 2022 | Presidente da Câmara         |
| Rogério Filgueiras Eleutério (PP) | 1º de janeiro de 2021 | 31 de dezembro de 2022 | 1º Vice-presidente da Câmara |
| Paulo César Moreira (PSC)         | 1º de janeiro de 2021 | 31 de dezembro de 2022 | 2º Vice-presidente da Câmara |
| Alexandre da F. Sant'Ana (PATRI)  | 1º de janeiro de 2021 | 31 de dezembro de 2022 | 3º Vice-presidente da Câmara |
| Mateus Abimael Amado Borges (PSD) | 1º de janeiro de 2021 | 31 de dezembro de 2022 | 1º Secretário                |
| Marco A. Azeredo de Carvalho (PL) | 1º de janeiro de 2021 | 31 de dezembro de 2022 | 2º Secretário                |

|    | Nome                                                                                | Partido                                    | Votos | %    | Observações |
| -- | ----------------------------------------------------------------------------------- | ------------------------------------------ | ----- | ---- | ----------- |
| 1  | Elber Corrêa da Silva (2021-2022) (Itaboraí, 17.09.1982–)                           | REPUBLICANOS                               | 4.424 | 3,87 | 2º mandato  |
| 2  | Paulo Ney Guimarães Pina (Rio de Janeiro, 29.06.1977–)                              | Patriota (PATRI)                           | 3.860 | 3,38 | 2º mandato  |
| 3  | Rogério Filgueiras Eleutério (Rio de Janeiro, 26.01.1976–)                          | Progressistas (PP)                         | 3.166 | 2,77 | 2º mandato  |
| 4  | Antônio Orlando Brito de Lima, Orlando Pit (Santa Quitéria, 30.11.1967–)            | Partido Social Democrático (PSD)           | 2.854 | 2,50 | 1º mandato  |
| 5  | Paulo César Moreira (Niterói, 20.09.1966–)                                          | Partido Social Cristão (PSC)               | 2.369 | 2,07 | 2º mandato  |
| 6  | Alexandre da Fonseca Sant'Ana, do Coqueiro (Rio de Janeiro, 21.03.1975–)            | Patriota (PATRI)                           | 2.263 | 1,98 | 1º mandato  |
| 7  | Ramon Vieira Fausto Santos (Itaboraí, 04.01.1983–)                                  | Progressistas (PP)                         | 2.262 | 1,98 | 1º mandato  |
| 8  | Mateus Abimael Amado Borges, Dr. Matheus Borges (Itaboraí, 22.01.1995–)             | Partido Social Democrático (PSD)           | 2.262 | 1,98 | 1º mandato  |
| 9  | Marco Aurélio Azeredo de Carvalho, Marquinho Orelha (São Gonçalo, 11.11.1977–)      | Partido Liberal (PL)                       | 2.194 | 1,92 | 1º mandato  |
| 10 | Marcos Alves de Azevedo (Itaboraí, 04.07.1975–)                                     | Partido Liberal (PL)                       | 1.950 | 1,71 | 1º mandato  |
| 11 | Marco Aurélio Farias Moreira, Marcão da Saúde (São Gonçalo, 01.11.1967– 30.11.2020) | Partido Republicano da Ordem Social (PROS) | 1.234 | 1,08 | 1º mandato  |

## 18ª Legislatura (2017–2020)
Estes são os vereadores eleitos nas eleições de 2 de outubro de 2016, pelo período de 1° de janeiro de 2017 a 31 de dezembro de 2020:
|    | Nome                                                                                         | Partido                                            | Votos | %    | Observações |
| -- | -------------------------------------------------------------------------------------------- | -------------------------------------------------- | ----- | ---- | ----------- |
| 1  | Agnaldo Leite Coutinho (Itaboraí, 14.03.1962–)                                               | Partido Social Cristão (PSC)                       | 3.556 | 2,86 | 1º mandato  |
| 2  | Ederson José Vieira, Edinho Oficial de Justiça (Itaboraí, 11.06.1976–)                       | Partido da Mobilização Nacional (PMN)              | 2.776 | 2,23 | 1º mandato  |
| 3  | Rogério Filgueiras Eleutério (Itaboraí, 26.01.1976–)                                         | Partido Trabalhista Cristão (PTC)                  | 2.185 | 1,76 | 1º mandato  |
| 4  | Elber Corrêa da Silva (Itaboraí, 17.09.1982–)                                                | Partido Renovador Trabalhista Brasileiro (PRTB)    | 2.025 | 1,63 | 1º mandato  |
| 5  | Paulo Ney Guimarães Pina (Itaboraí, 29.06.1977–)                                             | Partido Trabalhista Brasileiro (PTB)               | 1.894 | 1,52 | 1º mandato  |
| 6  | Deoclécio Machado Viana (Itaboraí, 30.07.1973–)                                              | Democratas (DEM)                                   | 1.870 | 1,50 | 1º mandato  |
| 7  | Alessandro Ferreira Rodrigues, Sandro Construforte (2017-2020) (Rio de Janeiro, 23.02.1976–) | Partido do Movimento Democrático Brasileiro (PMDB) | 1.854 | 1,49 | 1º mandato  |
| 8  | Severino Santos Silva, Bil (João Alfredo, 30.07.1964–)                                       | Partido Progressista (PP)                          | 1.765 | 1,42 | 1º mandato  |
| 9  | Paulo Roberto Nascimento Alves (São Gonçalo, 25.09.1959–)                                    | Partido Progressista (PP)                          | 1.741 | 1,40 | 1º mandato  |
| 10 | Paulo César Moreira (Rio de Janeiro, 20.09.1966–)                                            | Partido Social Liberal (PSL)                       | 1.733 | 1,39 | 1º mandato  |
| 11 | Marcelo da Rocha Lopes (Rio de Janeiro, 08.08.1965–)                                         | Partido Social Democrático (PSD)                   | 1.684 | 1,35 | 1º mandato  |
| 12 | Roberto Mattos da Costa (Rio de Janeiro, 20.01.1962–)                                        | Solidariedade (SD)                                 | 1.680 | 1,35 | 1º mandato  |
| 13 | Joana Dark Coelho Lage do Nascimento (São Fidélis, 06.05.1968–)                              | Partido Trabalhista Brasileiro (PTB)               | 1.595 | 1,28 | 1º mandato  |
| 14 | Eneas dos Santos Pereira (Itaboraí, 25.07.1968–)                                             | Partido da Mobilização Nacional (PMN)              | 1.492 | 1,20 | 1º mandato  |
| 15 | Renato Garcia da Silva (São Gonçalo, 25.07.1977–)                                            | Partido Renovador Trabalhista Brasileiro (PRTB)    | 1.245 | 1,00 | 1º mandato  |

## Legenda
| Cor  | Significado          |
| Bege | Presidente da Câmara |
| Azul | Suplente             |